# Любомир Дойчев
Любомир Дойчев Колев е български писател от XX век.

## Биография
Роден е на 30 януари 1909 година в Русе. В 1926 година завършва педагогическото училище в Ямбол. В 1933 година завършва Дипломатическо-консулския отдел на Свободния университет за политически и стопански науки (днес УНСС). Работи като чиновник в софийската Кооперативна централа „Напред“ в София в периода 1928 - 1935 година. След това до 1950 година работи в Ючбунарската популярна банка, а до 1969 година завежда културния отдел в Централния съвет на Българския ловно-рибарски съюз.

### Литературна дейност
От 1932 до 1934 година е редактор на седмичното хумористично приложение на земеделския вестник „Пладне“. Участва в литературния сборник „Ведрина“, 1934 година, „Сигнали“, 1935 година и „Жар“, 1936 година. Член е на редакцията на вестник „Горчив смях“ в 1936 година. Работи в серия детски издания: от 1936 до 1939 година е редактор на месечното приложение за деца и юноши на вестник „Железничарски подем“, от 1938 до 1939 година седмичното детско-юношеско вестниче „Барабанче“, от 1943 до 1944 година списание „Прозорче“.
След Деветосептемврийския преврат от 1962 до 1969 година е главен редактор на списание „Лов и риболов“. Сътрудничи на вестниците „Час“, „Морска заря“, „Мисъл и воля“, „Съвременник“, „Кормило“, „Хоровод“, „Вестник на жената“, „Славейче“ и други. Известен е със своите изследвания върху делото на Васил Левски.
Дойчев членува в Българската комунистическа партия. Обявен е за заслужил деятел на Българския ловно-рибарски съюз.
Умира в 1991 година. От 1999 г. улица в Ямбол носи неговото име. Баща е на актрисата Ванча Дойчева и на биолога Румен Дойчев.